# Uranophora conchyliata
Uranophora conchyliata là một loài bướm đêm thuộc phân họ Arctiinae, họ Erebidae.